# Кнежевина Теодоро
Кнежевина Теодоро (грч. Θεοδόρο) или Готија (грч. Γοτθία) била је хришћанска кнежевина у јужнозападном делу полуострва Крима, између данашње Балаклаве и Алуште, и постојала је од 13. до 15. века. Престоница Дорос (Мангуп) звала се исто Теодоро. Кнежевина Теодоро била је једна од наследних држава византијског царства након крсташког освајања Цариграда 1204.

## Становништво
Становништво кнежевине састављало се од више народности које су од антике до средњег века насеили на Криму. Из тог мноштва народа од Грка, кримских Гота, Алана, Карајита, Словена и других, настала је нова етничка група, која је говорила грчки и била православне вере.

## Историја
Кнежевина Теодоро се формирала у 13. веку на Криму, из бивше византијске провиниције Керсонос (тема та климата). Била је тесно везана са трапезунтским царством; владарска лоза византијско-јерменског порекла, такозване Гавра (турски исто Хаура), била је кроз женидбе у родбинској вези са Комнинима и Палеолозима. Водили су титулу „кнежева од Теодоро и Готије“. Имала је такође добре односе са златном хордом. Са Ђеновљанима, пак, често је долазило до сукоба, услед различитих економских интереса.
После османског освајања Цариграда (1453), морејске деспотовине (1460) и трапезунтског царства (1461), кнежевина је остала последња византијска држава која је сачуавала једну независност, све до њеног пада 1475. године.
Након што је молдавски кнез Стефан Велики победио 1475. године војску османског султана Мехмета II, оженио је Марију Гавра, ћерку теодорског кнеза. Марија Гавра беше пореклом једнако и византијских владара, те је Стефан почео да се титулира легитимним византијским владаром. Њен ујак Исак, који је тад владао Теодором, био је проосмански оријентисан. Стефан шаље Александра, Маријиног брата, са 300 људи да преузме власт у Теодори. Њима то успева, шта са друге стране изазвива османску инвазију на Крим. Османи освајају ђеновске колоније и најзад кнежевину Теодору; главни део бивших ђеновских поседа препуштају кримског канату, док Теодоро са јужним крајевима ђеновских поседа остају под директној контроли османског царства. 
Русија је такође покушавала да створи тесне контакте са Теодором; турско освајање кнежевине спречиле су даље руске планове на Криму. Руски племићи Головин (види Фјодор Алексејевич Головин) били су директни потомци једне гране владарске лозе Теодоре, у 16. веку преименовали су раније презиме Хаурин (од Гавра, Хаура) у поменути Головин.
Први истински познати и поуздано утврђени владар Кнежевине Теодоро био је Алексије I, који је отворено полагао претензије на територију обале Готске капетаније (између Фороса на западу и Канаке на истоку) и конзулата Цембало. Од 1411. Ђеновљани су плаћали новчану надокнаду за освојене приморске градове. Такве исплате су вршене до 1422. године, али кнез Алексије I није био задовољан овим данком.
Године 1422. избио је рат између кнежевине Теодоро и Кафе. Кнежевина Теодоро је напала градове и насеља која су била под контролом Ђеновљана, који су неколико пута мењали господара.
Године 1424. Дорос је посетила дипломатска мисија из Кафе. Мир је враћен. Алустон (Алушта), Горзувити (Гурзуф) и Партенит враћени су Кнежевини Теодоро. Након што су Ђеновљани изгубили Алустон и друга мања приобална утврђења, које су поново заузели кнежеви Теодора, назив „Капетанија Готија“ добија само номинално значење. Почео је да означава линију обалне пловидбе на морским картама и у документима Ђеновљана дуж обале Таурије.
1425. године, најстарији син кнеза Алексија I, Јован, оженио се Маријом Цамблакином Палеологином Асенином. Нашавши се у сродству са цариградским Палеолозима, готски принц је усвојио грб њихове царске куће – двоглавог орла – и почео да себе назива „владаром града Теодора и Приморја (гр. Παραθαλασσιας)“.
Године 1427. на ушћу Црне реке, на месту давно разрушене византијске тврђаве, кнез Алексије I је подигао нову тврђаву Каламиту (Инкерман). Тврђава је имала шест кула и јарак уклесан право у стену и штитила је сопствену луку - Авлиту.
Кнезу Алексију I су били потребни савезници, које је у овом периоду добио у лику емира кримског улуса Златне Хорде Тегине, бега Ширинског и Јована Великог Комнина, будућег цара Трапезунта. Владајуће династије Теодора и Трапезунта су се ородиле – 1429. године Марија, ћерка кнеза Алексија I, удала се за Давида Великог Комнина, сина цара Алексија IV Трапезунтског.
Године 1433. кнез Алексије I је поново заузео Чембало. Као резултат војних операција, Чембало и цела територија овог конзулата - од светионика на рту Херсонес на западу до села Кајту и Ласпи на истоку - прешли су у посед кнежевине Теодоро.
4. јуна 1434. ђеновљанска ескадрила од 20 бродова са 6 хиљада најамника под командом „златног витеза“ Карла Ломелина/Ломелинија (Карло Ломелино, Доминус Каролус Ломелинус; титула „Златног витеза“ ” – Кавалиере аурато – доделио је војвода од Милана), син Наполеона, владар Корзике (сигноре дела Корзика), приближио се заливу Балаклава. 10. јуна 1434. године заузета је тврђава Чембало. Неколико дана касније, Ђеновљани су заузели приморску тврђаву Каламиту. После победа, Карло Ломелини се упутио ка Кафи не морем, већ копном – дуж јужне обале Крима, пљачкајући насеља, уништавајући замкове локалних феудалаца и приводећи у послушност оне који су покушали да се одупру.
Међутим, 22. јуна 1434. године, војска Ђенове од 8.000 војника поражена је у бици код Солката код града Кастадзона од трупа кримског кана Хаџи Гираја и његових савезника кнежевине Теодоро и повукла се у Кафу. Током описаних догађаја, кнез Алексије I и његов најстарији син Јован били су у Трапезунту, а сав терет војних операција пао је на рамена његових синова - средњег Манојла (Олубеја) и млађег Исака. 
Године 1435. кнежевина Теодоро је поново заузела Каламиту (Инкерман) од Ђеновљана. Рат је завршен тек 1441. године.
После смрти кнеза Алексија I 1446. године, његов средњи син Олубеј (Манојло), који је владао од 1447. до 1458. године, искористио је право наследства на престолу. Олубеја су званично прогласили владарем кнежевине Теодоро, Трапезунтски великодостојници, који су тиме желели да покажу да Готија и даље остаје зависна од царства Великих Комнина.
Ђеновски документ из 1447. године извештава о војној и дипломатској демонстрацији у знак подршке кнежевини Теодоруо, коју су приредили цар и деспот Трапезунтски – односно цар Јован IV Велики Комнин и његов брат Давид, који су „са галијама и дугим лађама“ отпловили у Готија и „остао је ту са Олубејем и осталим синовима бившег кнеза Алексија I.
Године 1458. Олубеј је обновио тврђаву Фуна код Алуште и предао је, заједно са источним округом Кинсанус, свом сину Александру.
Успешни ратови кнежевине Теодоро за поседовање јужне обале Крима довели су до тога да је од друге половине 15. века Ђеновљани поново признају титулу „господар Готије“ (лат. доминус Готие) за владаре кнежевине Теодоро. Године 1460. италијански извори помињу господара Готије по имену Кехи бег, што би могло бити друго, турско име кнеза (као у случају Олубеј-Манојло).
Године 1465. Олубејев брат Исак, звани Саикхус или Саикус у италијанским изворима, а Исаико у Руским, владао је до краја 1474. године, постао је господар Готије.
Падом Цариграда 1453. византијска државност није потпуно нестала. До 1461. њен легитимни наследник је било Трапезунтско царство Великих Комнина, а касније и Кримска кнежевина Теодоро, чији су владари усвојили титулу „самодржаца“, односно аутократор, која се сматрала највишом у „византијском свету“, достојна само царева.
У симболици кнежевине тог периода почело је да се појављује слово β - традиционална скраћеница за реч „басилеус“ (цар). Царска круна се појављује на грбу владара кнежевине Теодоро. 
24. септембра 1472. ћерка покојног кнеза Олубеја и нећака кнеза Исака, принцеза Марија Гавра постала је супруга молдавског владара великог кнеза Стефана Великог (1433-1504). Била је сродница бугарских царева Асена, византијских Палеолога и Трапезунтских Великих Комнина, што је овај брак чинило веома престижним за великог кнеза Стефана, који је себе сматрао наследником византијских царева и рачунао на свеевропско признање. И принц Александар је са сестром напустио Крим.
Али турском султану Мехмеду II Фатиху, који је заузео Константинопољ и Трапезунт и узео титулу Цезар-и Рум (дословно „Цезар Рима“), нису били потребни конкуренти спремни да предводе нови крсташки рат.
Почетком 1475. Александар, син Олубејев и зет Стефана Великог, примио је вест о смрти свог стрица, кнеза Исака, чији је син преузео престо кнежевине Теодоро. Кнез Стефан Велики је о свом трошку опремио брод и обезбедио 300 наоружаних молдавских војника за експедицију, чија је сврха била постављање Александра на престо у кнежевини Теодоро. Његов ривал, пошто је добио ултиматум од свог рођака, подржан писмима угарског краља Матије Корвина (1443-1490), попустио је и у јуну 1475. Александар је преузео мангупски престо.
Септембра 1475. године, Османлије, који су до тада заузели Кафу и приморске градове, приступили су Мангупу и започели опсаду уз широку употребу артиљерије. Део мештана је напустио град и разишао се у околна планинска села, поневши са собом имовину и стоку, и обрнуто, део мештана из околине налазио је уточиште ван градских зидина. Иза зидина тврђаве склонио се гарнизон од две хиљаде војника, који су чинили војници кнежевине Теодоро, молдавски војници које је послао кнез Стефан Велики и Татари кана Менгли Гираја, свргнутог од браће.Теодорити и њихови савезници успели су да униште елиту тадашње османске војске – јаничарски корпус. У децембру 1475. тврђава је пала. Кнез Александар је ухваћен и послат у Цариград (Истанбул), где је погубљен.
Турски историчар Џенаби извештава да је османски командант Гедик Ахмед-паша ухватио „неколико хришћанских принчева у тврђави у Мангупу и послао их султановој Порти. А међу тим принчевима био је и Менгли Гирај Кан, пензионисани владар Дашта, кога су браћа поразила, одузевши му краљевство и приморавши га да се затвори у тврђаву Мангуп.” После пада Мангупа, Менгли Гирај је, заједно са своја два брата, био заробљен од стране Турака и послат у Истанбул. 
Након освајања, од некадашњих земаља кнежевине формиран је Мангуп Кадилук, који је био део вилајета са центром у Кафи (Феодосија). Кадилук Мангуп је обухватао 3 града (Мангуп, Инкерман, Балаклава) и 49 села. 
Сведочанство о кримским Готима под османском влашћу оставио је барон де Бузбек, који је 1557-1564 био амбасадор аустријског цара Фердинанда I у Турској. У Истанбулу је срео два изасланика готског становништва Крима и са њима водио дуге разговоре. Де Бусбек извештава да Готи задржавају хришћанство, иако су окружени неверницима, и да имају два главна града – Мангуп и Шиварин (Скиварин, Ксуирен). Де Бузбек је сачувао вредне записе готског језика из којих наводи 69 речи и фраза и неколико песама. Примери: „алт” - „старац” (нем. „Алт”), „брудер” – „брат” (немачки „Брудер”), „сцхууестер” – „сестра” (немачки „Швестер”), „брое” – „ хлеб“ (нем. „Брот“). Када је Бусбек чуо како Готи броје - „ита, туа, триа, фидер, фиуф, сеис, сеуене...“, приметио је: „Баш као ми Фламанци.“

## Владари
- Димитрије (после 1362 — пре 1368)
- Василије
- Стефан, син Василија (?—1402)
- Алексије I, син Стефана (1402—1434)
- Алексије II, син Алексија I (1434—1444)
- Јован (Олубеј), син Алексија I (1444—1460)
- Исак, син Алексија I (1471—1474)
- Александар, син Алексија II (јун—децембар 1475)